# Monti della Regina Fabiola
I monti della Regina Fabiola sono un catena montuosa dell'Antartide. Situata nella Terra della Regina Maud e in particolare in corrispondenza della costa del Principe Harald, la catena è costituita principalmente da sette piccoli massicci disposti in  direzione nord-sud per una lunghezza totale di circa 45 km e situati a circa 160 km a sud-ovest dalla costa della baia di Lutzow-Holm. La vetta più alta della catena è il monte Fukushima, che arriva a 2470 m s.l.m..

## Storia
I monti della Regina Fabiola sono stati scoperti e fotografati durante una ricognizione aerea effettuata il 8 ottobre 1963 da membri di una spedizione belga in Antartide comandata da Guido Derom. Con il permesso di re Baldovino del Belgio, la spedizione battezzò la catena montuosa con il nome della sua novella sposa, la regina Fabiola. Nel novembre-dicembre 1960 la formazione montuosa fu visitata anche da membri di una spedizione di ricerca giapponese svoltasi dal 1957 al 1962, i quali la ribattezzarono "montagne Yamato".
Nel 2000, un'altra spedizione di ricerca giapponese, la quarantunesima della serie nipponica, scoprì sul ghiacciaio Yamato, nei monti della Regina Fabiola, un meteorite marziano. Chiamato Yamato 000593, con una massa di circa 13,7 kg esso era, al tempo della sua scoperta, il secondo più grande meteorite proveniente da Marte mai rinvenuto sulla Terra.